# Раша (тауншип, Миннесота)
Раша (англ. Russia) — тауншип в округе Полк, Миннесота, США. На 2000 год его население составило 33 человека.

## География
По данным Бюро переписи населения США площадь тауншипа составляет 93,6 км², из которых 93,6 км² занимает суша, водоёмов нет.

## Демография
По данным переписи населения 2000 года здесь находились 33 человека, 15 домохозяйств и 10 семей. Плотность населения — 0,4 чел./км². На территории тауншипа расположено 16 построек со средней плотностью 0,2 построек на один квадратный километр. Расовый состав населения: 96,97 % белых, 3,03 % — других рас США. Испанцы или латиноамериканцы любой расы составляли 3,03 % от популяции тауншипа.
Из 15 домохозяйств в 20,0 % воспитывались дети до 18 лет, в 53,3 % проживали супружеские пары, в 6,7 % проживали незамужние женщины и в 26,7 % домохозяйств проживали несемейные люди. 26,7 % домохозяйств состояли из одного человека, при том 13,3 % из — одиноких пожилых людей старше 65 лет. Средний размер домохозяйства — 2,20, а семьи — 2,64 человека.
24,2 % населения младше 18 лет, 6,1 % в возрасте от 18 до 24 лет, 18,2 % от 25 до 44, 30,3 % от 45 до 64 и 21,2 % старше 65 лет. Средний возраст — 46 лет. На каждые 100 женщин приходилось 94,1 мужчин. На каждые 100 женщин старше 18 приходилось 92,3 мужчин.
Средний годовой доход домохозяйства составлял 43 125 долларов, а средний годовой доход семьи — 43 750 долларов. Средний доход мужчин — 61 250 долларов, в то время как у женщин — 23 750. Доход на душу населения составил 21 970 долларов. За чертой бедности находились 20,0 % семей и 21,2 % всего населения тауншипа, из которых 55,6 % младше 18 лет.